# Hamad al-Fardan
Hamad al-Fardan (ar. حمد الفردان, ur. 23 lipca 1986 w Manamie) – bahrajński kierowca wyścigowy.

## Kariera

### Formuła BMW
Hamad al-Fardan rozpoczął karierę w wyścigach samochodowych w 2004 roku, od startów w Azjatyckiej Formule BMW. Tylko raz stawał tam na podium. Uzbierane 80 punktów dało mu ósmą lokatę w klasyfikacji generalnej. W kolejnych dwóch latach kontynuował starty w tej serii. W 2005 roku zwyciężał cztery wyścigi i siedmiokrotnie stawał na podium. Pozwoliło to mu stanąć na najniższym stopniu podium klasyfikacji generalnej. Rok później został sklasyfikowany na 10. miejscu.

### Azjatycka Formuła Renault V6
W 2006 roku zawodnik z Bahrajnu dołączył do stawki Azjatyckiej Formuły Renault V6. Tu stawał na podium pięciokrotnie, w tym raz na najwyższym stopniu. Uplasował się na 6. pozycji w klasyfikacji końcowej. Do serii tej powrócił w 2009 roku, kiedy to świętował tytuł mistrzowski.

### Toyota Racing Series
W nowozelandzkiej serii wyścigowej Toyoty Hamad startował w latach 2006–2007. Łącznie zwyciężał w trzech wyścigach – w jednym w 2006 roku i w dwóch na przełomie 2006 i 2007 roku. Dorobek odpowiednio 593 i 530 punktów dał mu odpowiednio 13. i 11. pozycję w klasyfikacji generalnej.

### Formuła 3
W 2007 roku Hamad al-Fardan dołączył do stawki Brytyjskiej Formuły 3, gdzie startował w klasie narodowej. Choć żadnego wyścigu nie wygrał, aż dwunastokrotnie stawał na podium. Uzbierane 182 punkty pozwoliły mu uplasować się na trzecim miejscu w klasyfikacji klasy narodowej. Rok później w Austriackiej Formula 3 był siódmy. Na przełomie 2007 i 2008 roku pokazał się w Azjatyckiej Formula 3, gdzie wygrał cztery wyścigi. Z dorobkiem 126 punktów uplasował się na czwartym miejscu w klasyfikacji kierowców. W 2008 roku zaliczył jeszcze starty w ATS Formel 3 Cup, gdzie został sklasyfikowany na 12. pozycji.

### Azjatycka Seria GP2
Na przełomie 2008 i 2009 roku Hamad wystartował w jedenastu wyścigach Azjatyckiej Serii GP2 wraz z brytyjską ekipą GFH Team iSport. Dwa punkty dały mu 20. miejsce w klasyfikacji końcowej.

## Statystyki
| Sezon     | Seria                                | Zespół                    | Wyścigi | PP | Zwycięstwa | Punkty | Pozycja |
| --------- | ------------------------------------ | ------------------------- | ------- | -- | ---------- | ------ | ------- |
| 2004      | Azjatycka Formuła BMW                | Belgravia Motorsport      |         |    |            | 80     | 8       |
| 2005      | Azjatycka Formuła BMW                | Team Meritus              | 14      | 2  | 4          | 148    | 3       |
| 2005      | Światowy Finał Formuły BMW           | Team Meritus              | 1       | 0  | 0          | N/A    | 18      |
| 2006      | Azjatycka Formuła Renault V6         | Team Meritus              | 8       | 1  | 1          | 66     | 6       |
| 2006      | Toyota Racing Series                 | Team Meritus              | 14      | 0  | 1          | 593    | 13      |
| 2006      | Azjatycka Formuła BMW                | Team Meritus              | 2       | 2  | 0          | 40     | 10      |
| 2006/2007 | Toyota Racing Series                 | Mark Petch Motorsport     | 14      | 0  | 1          | 593    | 13      |
| 2007      | Brytyjska Formuła 3 – klasa narodowa | Performance Racing Europe | 21      | 0  | 0          | 182    | 3       |
| 2007/2008 | Azjatycka Formuła 3                  | Team GFH Bahrain          | 8       | 3  | 4          | 126    | 4       |
| 2008      | ATS Formel 3 Cup                     | Franz Wöss Racing         | 11      | 0  | 0          | 13     | 11      |
| 2008      | Austriacka Formuła 3                 | Franz Wöss Racing         |         |    |            | 25     | 7       |
| 2008–09   | Azjatycka Seria GP2                  | GFH Team iSport           | 11      | 0  | 0          | 2      | 20      |
| 2009      | Azjatycka Formuła Renault V6         | Dyna Ten Motorsport       | 4       | 1  | 4          | 61     | 1       |

## Wyniki w Azjatyckiej Serii GP2
| Legenda oznaczeń w tabelach wyników Wyświetl szablon na nowej stronie | Legenda oznaczeń w tabelach wyników Wyświetl szablon na nowej stronie                                                                     |
| Oznaczenie                                                            | Wyjaśnienie |
| --------------------------------------------------------------------- | --- |
| Złoty                                                                 | Zwycięzca lub mistrzostwo |
| Srebrny                                                               | 2. miejsce lub wicemistrzostwo |
| Brązowy                                                               | 3. miejsce lub II wicemistrzostwo |
| Zielony                                                               | Ukończył, punktował (w klasyfikacji generalnej, gdy zdobył co najmniej jeden punkt na przestrzeni sezonu, poza trzema powyższymi opcjami) |
| Niebieski                                                             | Ukończył, nie punktował (w klasyfikacji generalnej, gdy nie zdobył co najmniej jednego punktu na przestrzeni sezonu)                      |
| Czerwony                                                              | Nie zakwalifikował się (NZ) |
| Czerwony                                                              | Nie prekwalifikował się (NPK) |
| Różowy                                                                | Nie ukończył (NU) |
| Różowy                                                                | Niesklasyfikowany (NS) (w klasyfikacji generalnej, gdy nie został sklasyfikowany w żadnym wyścigu sezonu)                                 |
| Czarny                                                                | Zdyskwalifikowany (DK) |
| Czarny                                                                | Wykluczony (WYK/EX) |
| Biały                                                                 | Nie wystartował (NW) |
| Biały                                                                 | Kontuzjowany (K/INJ) |
| Biały                                                                 | Wyścig odwołany (OD/C) |
| Bez koloru                                                            | Został wycofany (WYC/WD) |
| Bez koloru                                                            | Nie przybył (NP/DNA) |
| Bez koloru                                                            | Nie brał udziału w treningach (NT/DNP) |
| Bez koloru                                                            | Nie został zgłoszony (–) |
| Pogrubienie                                                           | Start z pole position |
| Kursywa                                                               | Najszybsze okrążenie wyścigu |
| †                                                                     | Nie ukończył, ale jego rezultat został zaliczony ze względu na przejechanie więcej niż 90% dystansu wyścigu.                              |
| *                                                                     | Sezon w trakcie |
| 1/2/3                                                                 | Punktowana pozycja w sprincie kwalifikacyjnym                                                                                             |
| Lista systemów punktacji Formuły 1                                    | |

| Rok       | Zespół          | Wyniki w poszczególnych eliminacjach | Wyniki w poszczególnych eliminacjach | Wyniki w poszczególnych eliminacjach | Wyniki w poszczególnych eliminacjach | Wyniki w poszczególnych eliminacjach | Wyniki w poszczególnych eliminacjach | Wyniki w poszczególnych eliminacjach | Wyniki w poszczególnych eliminacjach | Wyniki w poszczególnych eliminacjach | Wyniki w poszczególnych eliminacjach | Wyniki w poszczególnych eliminacjach | Punkty | Pozycja |
| --------- | --------------- | ------------------------------------ | ------------------------------------ | ------------------------------------ | ------------------------------------ | ------------------------------------ | ------------------------------------ | ------------------------------------ | ------------------------------------ | ------------------------------------ | ------------------------------------ | ------------------------------------ | ------ | ------- |
| 2008/2009 | GFH Team iSport | CHN                                  | CHN                                  | ARE                                  | BHR                                  | BHR                                  | QAT                                  | QAT                                  | MAL                                  | MAL                                  | BHR                                  | BHR                                  | 2      | 20      |
| 2008/2009 | GFH Team iSport | 15                                   | NU                                   | NU                                   | 12                                   | NU                                   | NU                                   | NU                                   | 9                                    | 5                                    | NU                                   | 17                                   | 2      | 20      |